# انرژی پیوند گرانشی

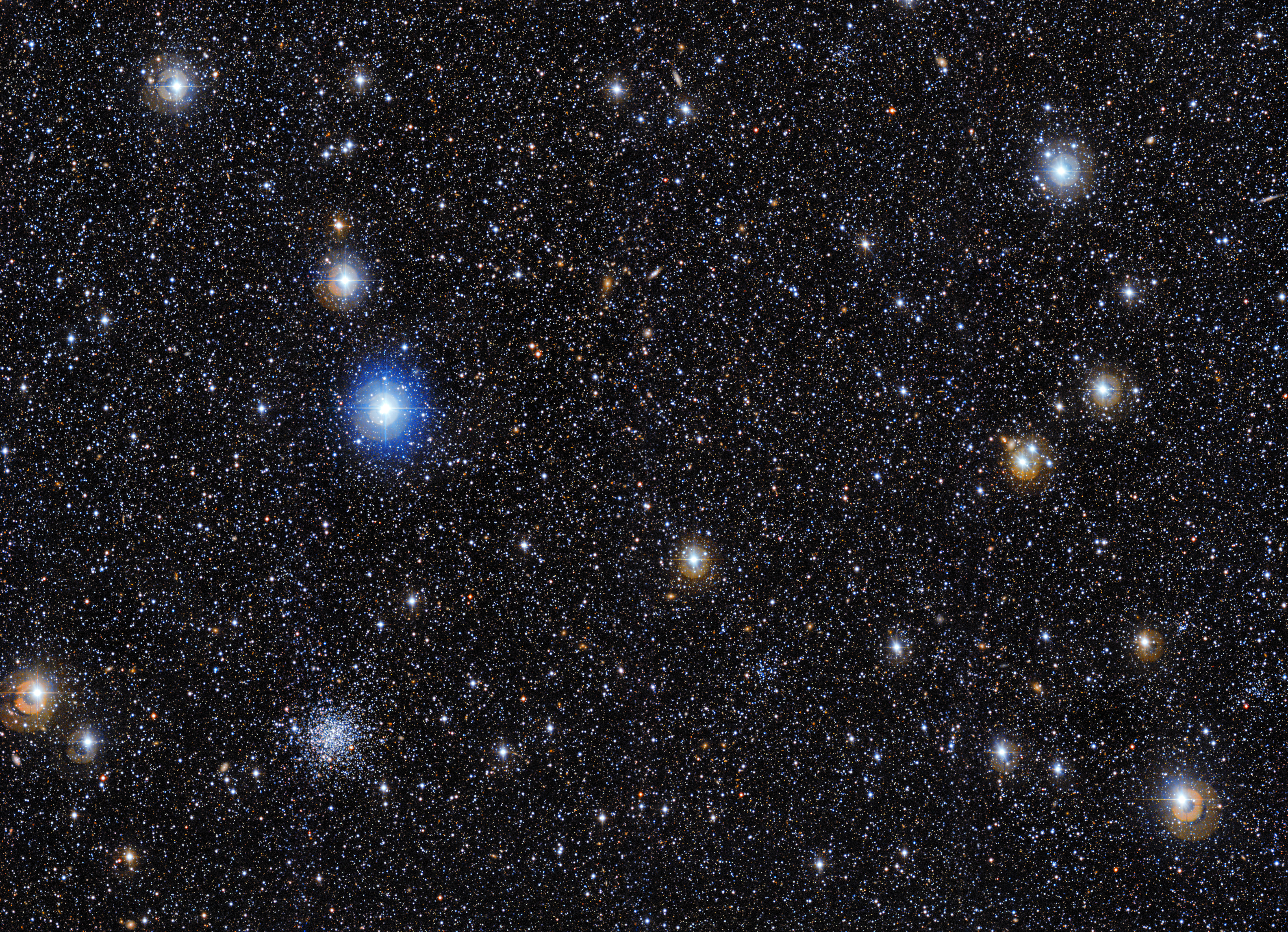
خوشه‌های کهکشانی بزرگترین نمونهٔ شناخته شدهٔ پیوندهای گرانشی در ساختارهای جهان هستند.

انرژی پیوند گرانشی یا انرژی انقیاد گرانشی (به انگلیسی: Gravitational binding energy)، دست کمِ مقدار انرژی است که باید به یک سیستم گرانشی داده شود تا دیگر در حالت پیوند گرانشی نباشد. سیستمی که در انقیاد گرانشی قرار دارد دارای انرژی پتانسیل گرانشی پایین‌تری (یعنی بیشتر منفی) نسبت به مجموع تک‌تک آن است.
برای یک تودهٔ کروی با چگالی یکنواخت، انرژی پیوند گرانشی U توسط این فرمول به دست می‌آید:
{\displaystyle U={\frac {3GM^{2}}{5R}}}
که در آن: G ثابت گرانش است، M وزن کره و R شعاع آن است.
اگر زمین را یک کرهٔ یکنواخت در نظر بگیریم؛ (که هرچند درست نیست، اما به اندازهٔ کافی به یک‌نواختی نزدیک است که بتوان مقدار مرتبه بزرگیِ تقریبی آن را بدست آورد)، در این‌جا:

(M = 5.97 x 1024 kg) است و (r = 6.37 x 106 m) و نیز (U = 2.24 x 1032 J).
این تقریباً برابر با یک هفته از کل تولید انرژی در خورشید است. این مقدار برابر (۳۷٫۵ MJ/kg) است، که این ۶۰٪ از مقدار مطلق انرژی بالقوه در هر کیلوگرم در سطح است.